# Zsófia Balla
Zsófia Balla (ur. 15 stycznia 1949 w Klużu) – węgierska poetka, dziennikarka i eseistka.

## Życiorys
Urodziła się 15 stycznia 1949 roku w Klużu w rodzinie węgierskiego pochodzenia. Jej ojcem był literat i dziennikarz Károly Balla, a matką Berta de domo Taub, wykładowczyni literatury niemieckiej. Oboje rodzice podczas wojny byli więźniami obozów koncentracyjnych: matka przeżyła pobyt w Auschwitz, a ojciec w Ebensee. Choć Zsófia została wychowana w duchu ateizmu, matka nauczyła ją praw i tradycji żydowskich. Ukończyła szkołę muzyczną średniego stopnia w klasie skrzypiec, po czym w 1972 roku została absolwentką pedagogiki Wyższej Akademii Muzycznej w rodzinnym mieście. W latach 1972–1985 pracowała w Radiu Cluj na stanowisku redaktora muzycznego i literackiego, pisała także dla prasy. Jej debiutanckie wiersze ukazały się 1965 roku, w magazynie „Igaz Szó”, a trzy lata później opublikowano jej pierwszy tomik poetycki A dolgok emlékezete.
W latach 80. Balla nie mogła opuścić kraju, do tego w latach 1983–1989 jej twórczość została objęta częściowym zakazem druku. Po zamknięciu Radia Cluj, w latach 1985–1990 utrzymywała się pisząc dla redakcji dziennika „Előre”, a w latach 1990–1994 pracowała jako redaktorka w dwóch magazynach poświęconych tematyce rodzinnej. W 1992 roku dołączyła do redakcji magazynu literackiego „Jelenkor”. Rok później przeprowadziła się na Węgry. Na początku XXI wieku została stypendystką Herrenhaus Edenkoben i Villi Waldberta.
Jest uważana za jedną z najważniejszych poetek węgierskich. W swojej poezji łączy liryzm z groteskową zabawą i elementami ironii. Dwukrotnie została wyróżniona Krajową Nagrodą Poetycką Związku Pisarzy Rumuńskich (1983, 1991), otrzymała także m.in. nagrody „Magyar Napló” i Tibora Déryego (1992), nagrodę im. Attili Józsefa (1996), nagrodę Palládium (2003) i nagrodę literacką Artisjus (2010).
Jej twórczość została przetłumaczona m.in. na język niemiecki, angielski i słoweński. Po polsku jej wiersze ukazały się w antologiach Dojść do słonecznej strefy: antologia współczesnej poezji węgierskiej pod red. Jerzego Snopka (2010) i Węgierskie lato: przekłady z poetów węgierskich pod red. Bohdana Zadury (2010), a także na łamach „Literatury na Świecie” i „Akcentu” w tłumaczeniu Anny Góreckiej i Bohdana Zadury. Z kolei w 2004 roku nakładem Wydawnictwa Czarne ukazała się książka Ádáma Bodora Zapach więzienia: odpowiedzi na pytania Zsófii Balla, która powstała na podstawie wywiadu radiowego.

## Wybrana twórczość
Za źródłem:
- 1968: A dolgok emlékezete
- 1971: Apokrifének
- 1975: Vizláng
- 1980: Második személy
- 1983: Kolozsvári táncok
- 1985: Hóka Fóka fiai – wiersze dla dzieci, ilustracje: Géza Nagy
- 1991: A páncél nyomai
- 1991: Eleven tér – wybór wierszy
- 1993: Egy pohár fû
- 1995: Ahogyan élsz – wybór wierszy
- 2002: A harmadik történet